# Нииттимяки, Антеро
Антеро Пертти Элиас Нииттимяки (правильнее Нийттюмяки, фин. Antero Pertti Elias Niittymäki; 18 июня 1980, Турку, Финляндия) — профессиональный финский хоккеист, вратарь. На драфте НХЛ 1998 года был выбран в 6 раунде под общим 168 номером командой «Филадельфия Флайерз». В апреле 2013 года завершил карьеру игрока. В настоящее время является скаутом клуба ТПС, а также европейским скаутом клуба НХЛ «Филадельфия Флайерз».
Был основным голкипером сборной Финляндии на Олимпийских играх 2006 года в Турине, играл в том числе и финальном матче против шведов (2:3).

## Награды
- Серебряный призёр Олимпиады, 2006 (сборная Финляндии)
- Бронзовый призёр Олимпиады, 2010 (сборная Финляндии)
- Обладатель Кубка Колдера — 2005, АХЛ

## Статистика
```
                                            
Season   Team                        Lge    GP   Min   GA  EN SO   GAA   W   L   T   Svs    Pct
-----------------------------------------------------------------------------------------------
2000-01  TPS Turku                   SM-liiga  21  1113    0   2  0  2.48  10   5   1     0  0.907
2001-02  TPS Turku                   SM-liiga  27  1498   46   0  3  1.84  16   8   1   688  0.937
2002-03  Philadelphia Phantoms       AHL    40  2283   98   5  0  2.58  14  21   2   913  0.903
2003-04  Philadelphia Phantoms       AHL    49  2728   92   0  7  2.02  24  13   6  1113  0.924
2003-04  Philadelphia Flyers         NHL     3   179    3   0  0  1.01   3   0   0    74  0.961
2004-05  Philadelphia Phantoms       AHL    58  3452  119   0  6  2.07  33  21   4  1454  0.924
2005-06  Philadelphia Flyers         NHL    46  2690  133   4  2  2.97  23  15   6  1133  0.895
2006-07  Philadelphia Flyers         NHL    52  2943  166   8  0  3.38   9  29   9  1401  0.894
2007-08  Philadelphia Flyers         NHL    28  1424   69   4  1  2.91  12   9   2   670  0.907
2008-09  Philadelphia Flyers         NHL    32  1805   83   1  1  2.76  15   8   6   864  0.912
2009-10  Tampa Bay Lightning         NHL    49  2657  127   3  1  2.87  21  18   5  1261  0.909
2010-11  San Jose Sharks             NHL    24  1414   64   2  0  2.72  12   7   3   551  0.896
2011-12  Worcester Sharks            AHL     5   299   15   0  0  3.01   2   3   0   121  0.890
2011-12  Syracuse Crunch             AHL     8   385   26   0  0  4.05   2   5   0   170  0.867
2012-13  TPS Turku                   SM-liiga  14   720   34   0  0  2.83   1   7   3   312  0.902

                                            --- Regular Season ---  ---- Playoffs ----
Season   Team                        Lge    GP    G    A  Pts  PIM  GP   G   A Pts PIM
--------------------------------------------------------------------------------------
1998-99  TPS Turku                   SM-li   7    0    0    0    0  --  --  --  --  --
1999-00  TPS Turku                   SM-li  49    0    0    0    2  11   0   0   0   0
2000-01  TPS Turku                   SM-li  54    0    0    0    0  --  --  --  --  --
2001-02  TPS Turku                   SM-li  56    0    0    0    2   8   0   0   0   2
2002-03  Philadelphia Phantoms       AHL    40    0    0    0    0  --  --  --  --  --
2003-04  Philadelphia Phantoms       AHL    49    1    0    1    0  12   0   1   1  17
2003-04  Philadelphia Flyers         NHL     3    0    0    0    0  --  --  --  --  --
2004-05  Philadelphia Phantoms       AHL    58    0    0    0    2  21   0   0   0   2
2005-06  Philadelphia Flyers         NHL    46    0    1    1    0   2   0   0   0   0
2006-07  Philadelphia Flyers         NHL    52    0    0    0    2  --  --  --  --  --
2007-08  Philadelphia Flyers         NHL    28    0    0    0    0  --  --  --  --  --
2008-09  Philadelphia Flyers         NHL    32    0    1    1    2  --  --  --  --  --
2009-10  Tampa Bay Lightning         NHL    49    0    1    1    0  --  --  --  --  --
2010-11  San Jose Sharks             NHL    24    0    0    0    2   2   0   0   0   0
2011-12  Worcester Sharks            AHL     5    0    0    0    0  --  --  --  --  --
2011-12  Syracuse Crunch             AHL     8    0    0    0    0  --  --  --  --  --
2012-13  TPS Turku                   SM-li  14    0    0    0    0  --  --  --  --  --
--------------------------------------------------------------------------------------
         NHL Totals                        234    0    3    3    6   4   0   0   0   0

```